# 太秦古墳群
太秦古墳群（うずまさこふんぐん）は、大阪府寝屋川市東部の丘陵上にある古墳群（初期群集墳）。現在では太秦高塚古墳（寝屋川市指定史跡）以外の墳丘は失われている。

## 概要

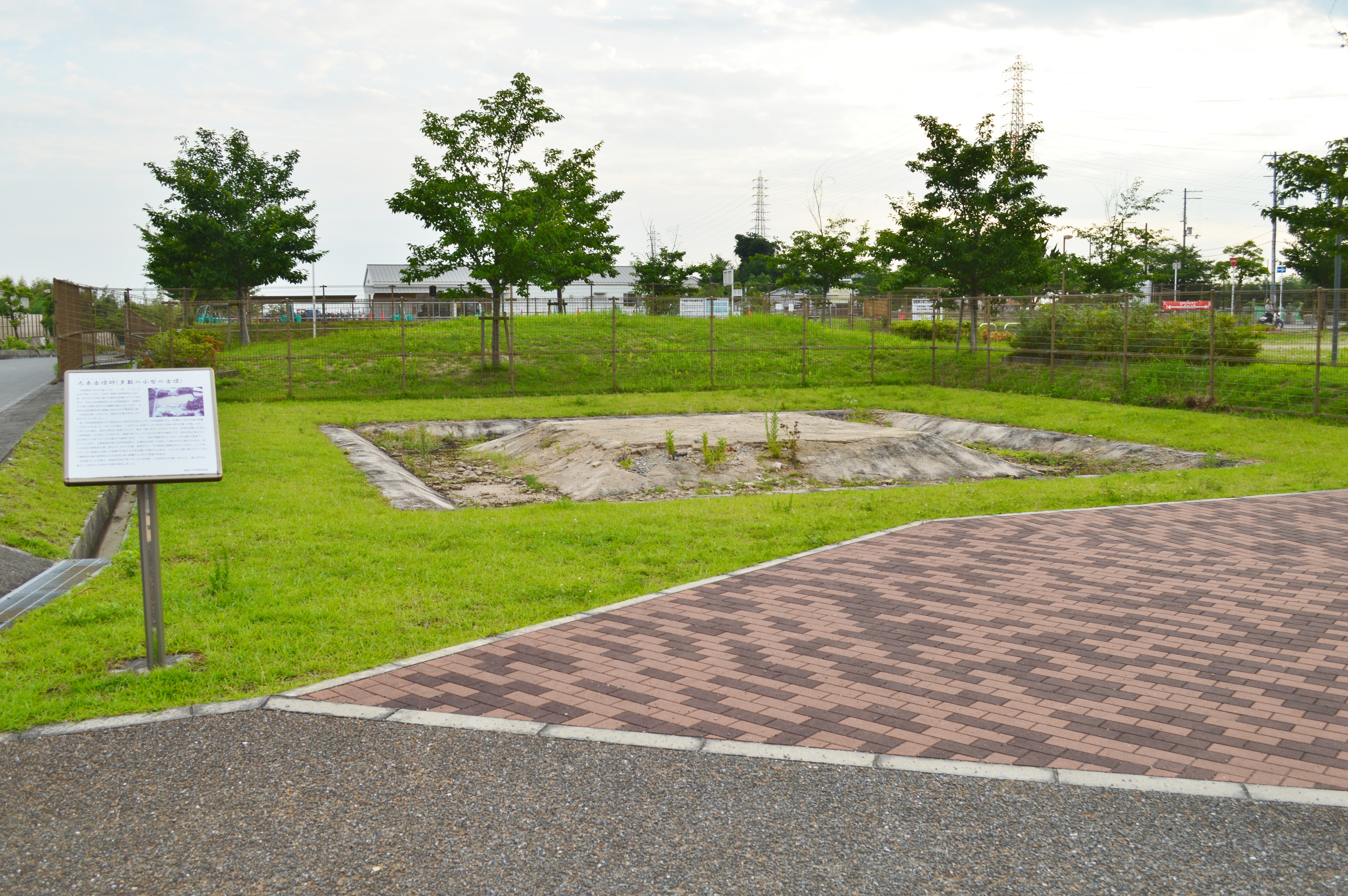
18号墳 再現墳丘

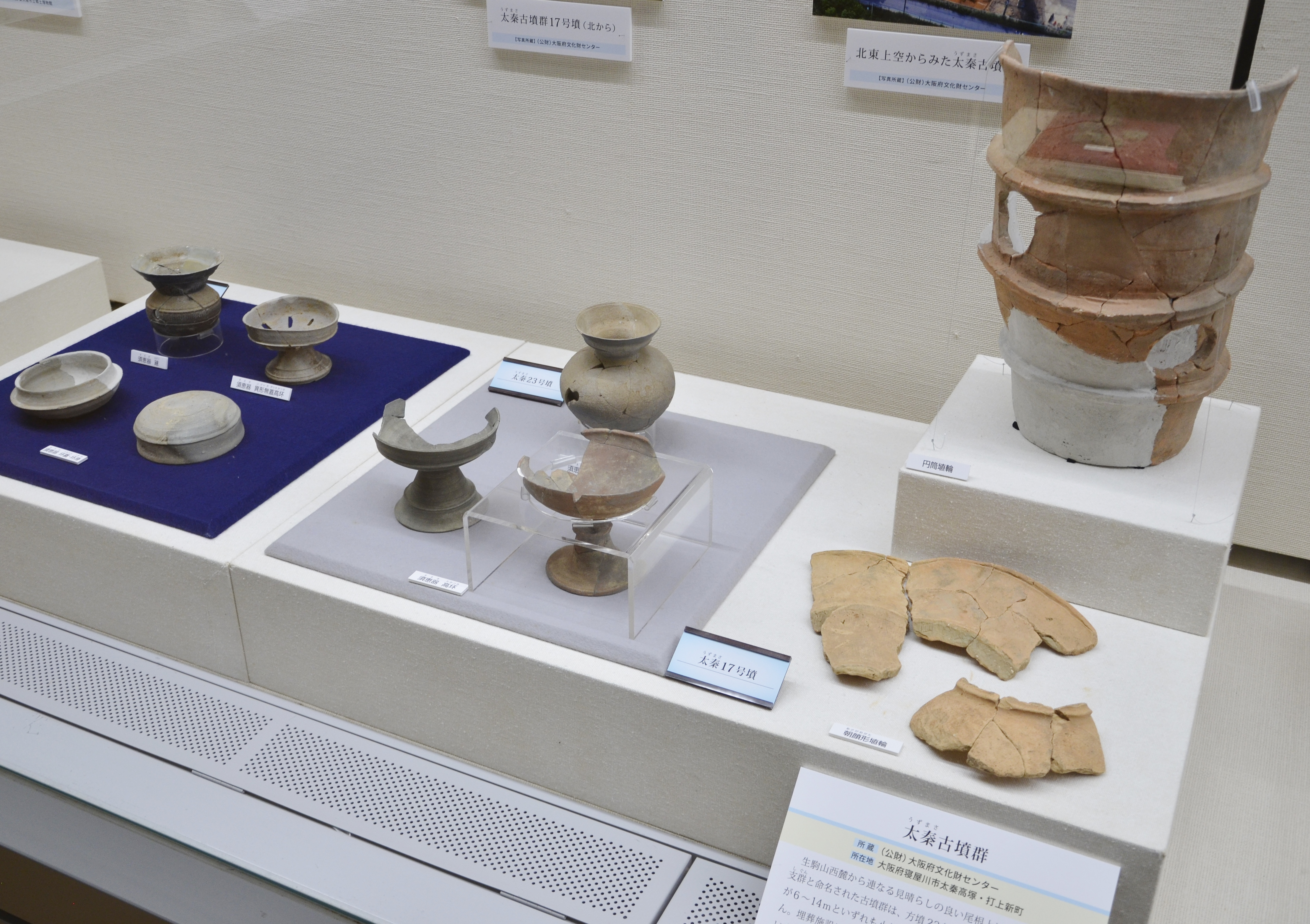
出土品
大阪府立近つ飛鳥博物館企画展示時に撮影。

寝屋川市東部の太秦高塚町、国守町とその周辺の丘陵には、円墳と考えられる太秦高塚古墳の存在が以前から知られていた。それ以外にも各所から埴輪や須恵器が出土しており、付近には小金塚、向ヒ塚、廻し塚、モロ塚、上ノ山、墓ノ山、松谷山、段谷山など古墳の存在を窺わせる「塚」や「山」のつく小字名が知られ、かつては、かなりの広がりのある古墳群が存在したようである。1962年には太秦熱田神社の裏山から牡鹿の頭部と考えられる埴輪が出土したり、1965年には太秦高塚古墳の南約300メートルで木棺直葬と考えられる主体部が発見され、鉄鏃、直刀などが出土している。これ以外にも三環鈴、金環、銅鏃、子持勾玉2、勾玉3、紡錘車2などが付近にあった古墳の出土遺物として知られている。これらを総称して太秦古墳群と呼ばれている。京都と大阪を結ぶ、第二京阪道路の建設に伴って2001年から2003年にかけて大阪府文化財センターが道路予定地内の事前調査を行い、古墳時代中期から後期にかけての墳丘を削平された小規模な古墳25基を発掘している。これらの古墳は尾根上で検出されたことから太秦古墳群の尾支群と呼ばれることになった。また同じく2001年には、寝屋川市により太秦高塚古墳が史跡整備のため発掘調査されており、その全容がほぼ明らかにされている。

### 尾支群の調査
第二京阪道路建設による事前調査で明らかにされたもので、尾根上に古墳の周溝と考えられる遺構が多数確認された。調査前は、ほとんど削られており、主体部が明らかにされたのは1基（3号墳）のみで木棺直葬であった。古墳の規模は1辺または直径が4－14メートルの範囲のものであった。遺物は各古墳の周溝から須恵器や土師器が出土しているが埴輪が出土したのは2基（8・17号墳）のみで円筒埴輪、朝顔形埴輪が出土している。これらの遺物から尾支群は5世紀中葉から6世紀前葉に築造されたと考えられる。

### 太秦高塚古墳

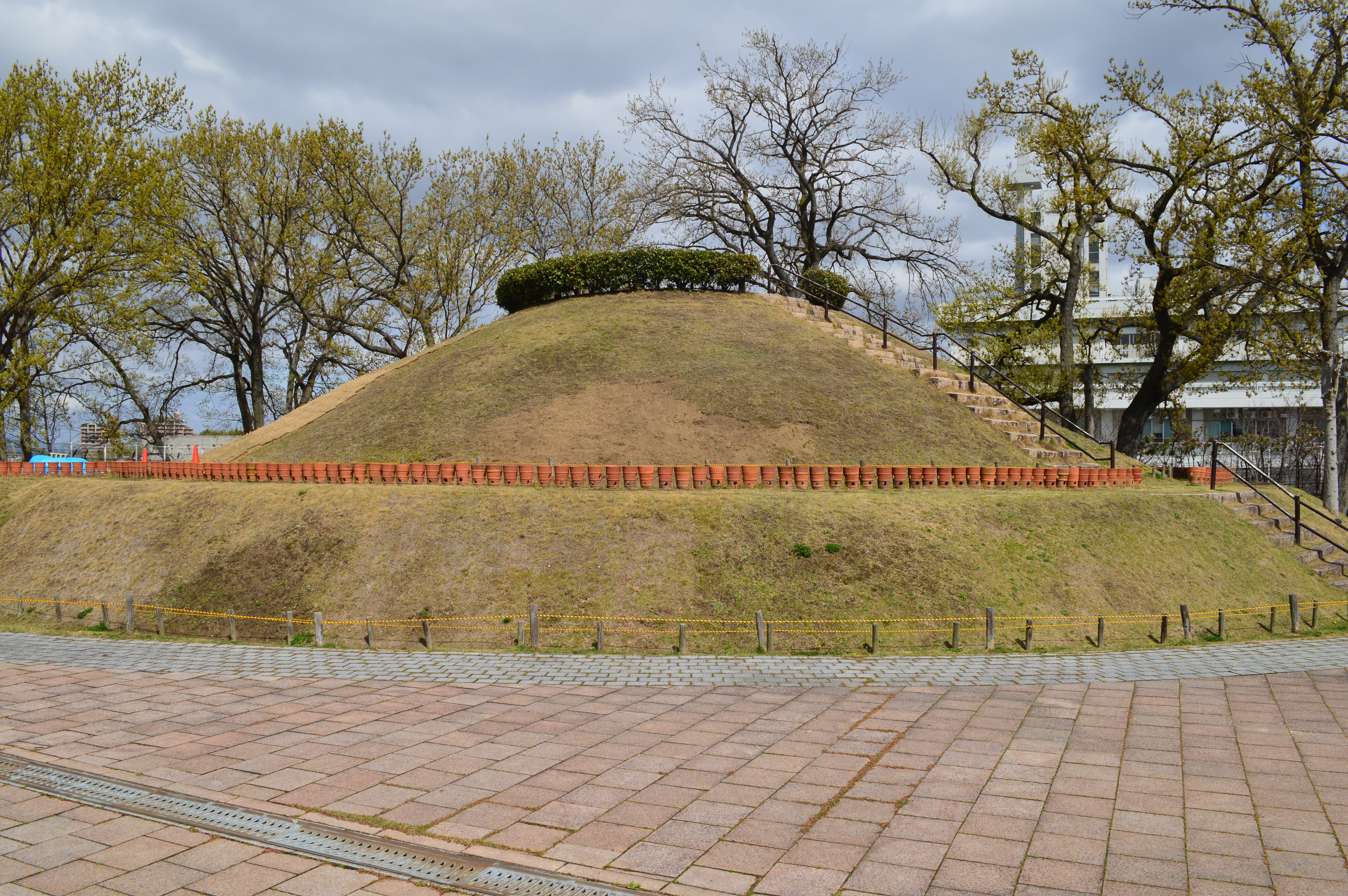
太秦高塚古墳

尾支群の北西800メートルに位置する古墳で、太秦古墳群では墳丘が完全に残る唯一の古墳である。2001年に史跡整備に伴う発掘調査が実施された。墳丘は北西部に造り出しを有する直径37メートルを測る円墳であり、2段に築かれ、葺石はなかった。墳丘のテラスの部分には円筒埴輪列、造り出し部でも円筒埴輪列が確認されており、加えて人物、家、盾、鶏、水鳥などの形象埴輪が出土した。墳頂部では埋葬主体が確認され、短甲、鏃、斧、馬具などの副葬品が出土している。埴輪などから5世紀後半の築造と考えられる。同じ太秦古墳でも、この高塚古墳と尾支群とでは墳丘規模、出土遺物などで大きな格差があり、当時の階層を反映していると考えられる。群集墳を構成する集団のリーダーの墓が太秦高塚古墳、集団の構成員の墓が尾支群のような群小古墳ではないかと考えられる。
現在、太秦高塚古墳は寝屋川市指定史跡に指定され、「太秦高塚古墳公園」内に整備保存されている。

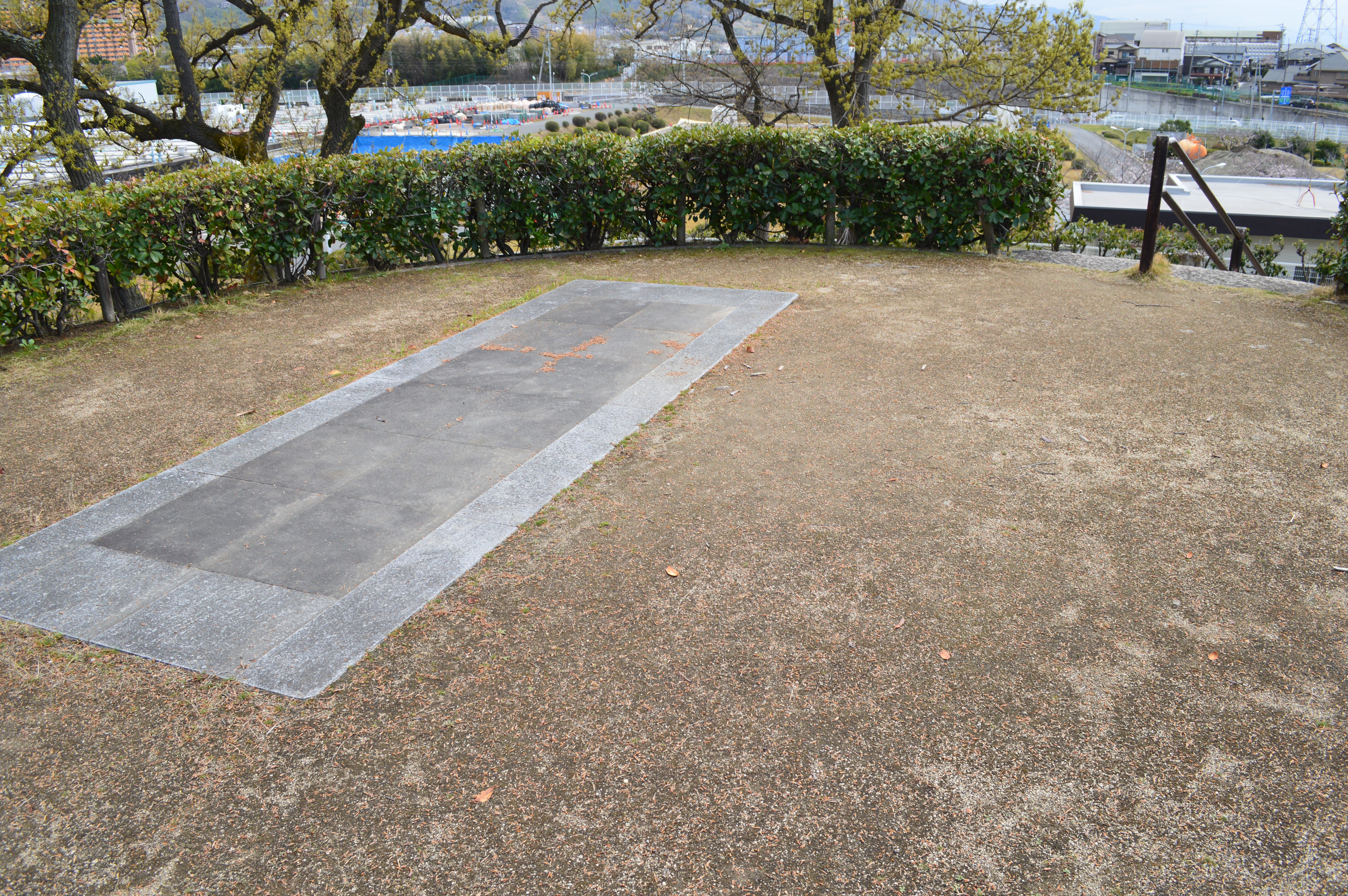
墳頂
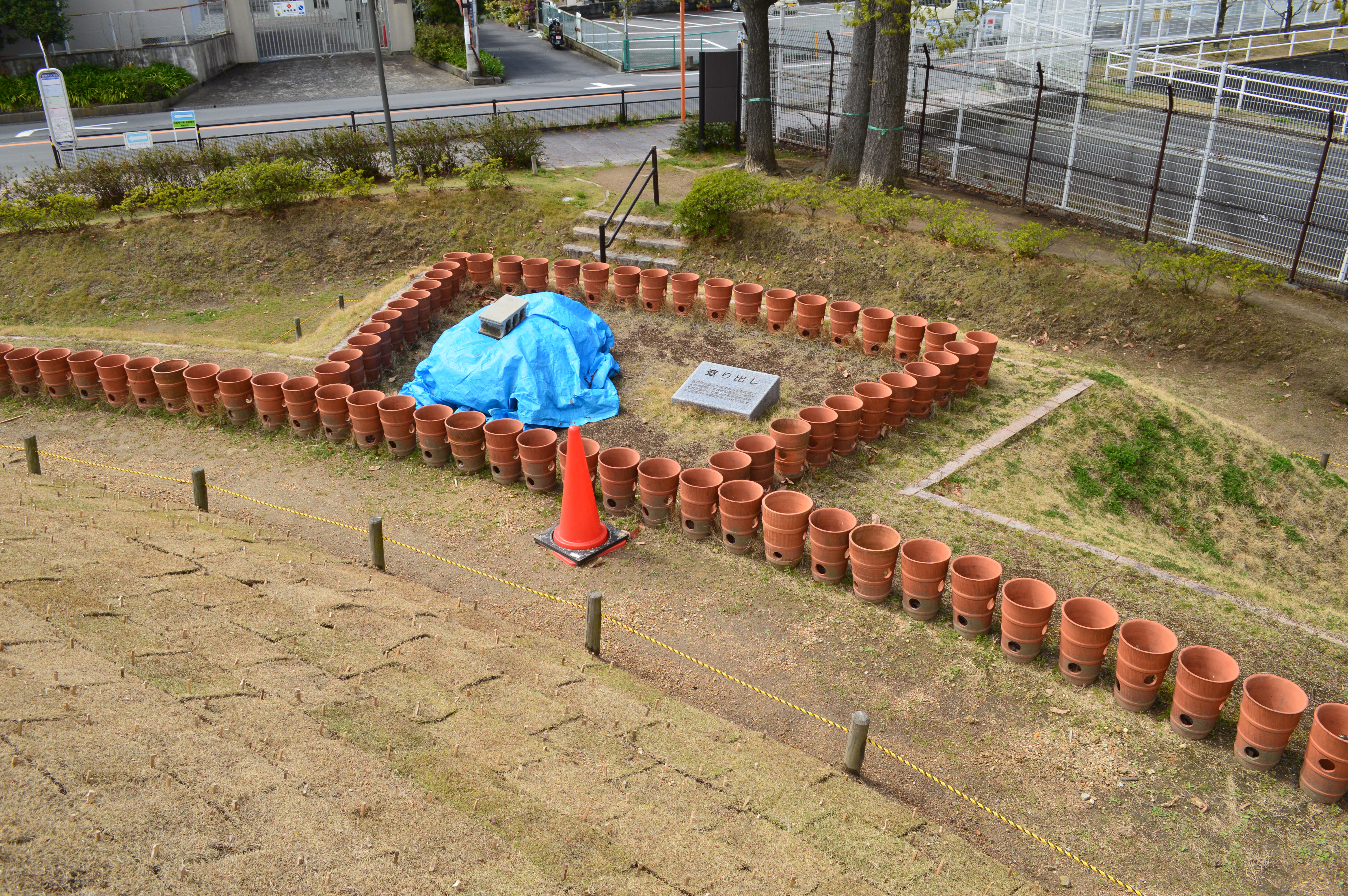
造出

## 文化財

### 寝屋川市指定文化財
- 有形文化財
  - 太秦古墳群出土鹿形埴輪（考古資料） - 寝屋川市立埋蔵文化財資料館保管。2000年（平成12年）11月3日指定[3]。
- 史跡
  - 太秦高塚古墳 - 1997年（平成9年）11月3日指定[3]。